# Hatem Ghoula
Hatem Ghoula (ur. 7 czerwca 1973 w Paryżu) – tunezyjski chodziarz startujący na dystansach 20 i 50 km. Czterokrotny olimpijczyk (1996-2008).
W 2007 roku na Mistrzostwach Świata w Lekkoatletyce w Osace zdobył brązowy medal. Czterokrotny mistrz Afryki w chodzie na 20 km. Dwukrotnie zwyciężał w Igrzyskach afrykańskich, ma w swoim dorobku także złote medale igrzysk śródziemnomorskich oraz igrzysk frankofońskich. Rekordzista Afryki na 10 000 (38:24,31 – 1998) i 20 000 m (1:22:51,84 – 1994), były rekordzista kontynentu na 20 km (1:19:02 – 1997), a także na 50 km (3:58:44 – 2007).
Rekordzista świata na rzadko rozgrywanym dystansie 5000 metrów (18:05,49 – 1997).